# Château d'Acton Burnell
Pour les articles homonymes, voir Acton.
Le château d'Acton Burnell est un manoir fortifié du XIIIe siècle, situé près du village d'Acton Burnell, dans le Shropshire, en Angleterre. On pense que le premier Parlement d'Angleterre au cours duquel les Communes étaient pleinement représentées s'est tenu ici en 1283. Aujourd'hui, il ne reste que l'enveloppe extérieure du manoir et les pignons de la grange. Il s'agit d'un bâtiment classé Grade I sur la liste des bâtiments présentant un intérêt architectural ou historique particulier.

## Bâtiment initial
Le manoir est construit en 1284 par Robert Burnell, évêque de Bath et Wells, ami et conseiller du roi Édouard Ier. Sa position est importante à l'époque car elle se trouve à proximité de l'ancienne voie romaine de Watling Street. L'étendue du domaine n'est pas connue, car une grande partie du bâtiment a été détruite ou n'a pas été découverte. Il aurait été suffisamment grand pour accueillir Édouard Ier et sa suite, soldats et conseillers, mais n'a jamais été un véritable château.

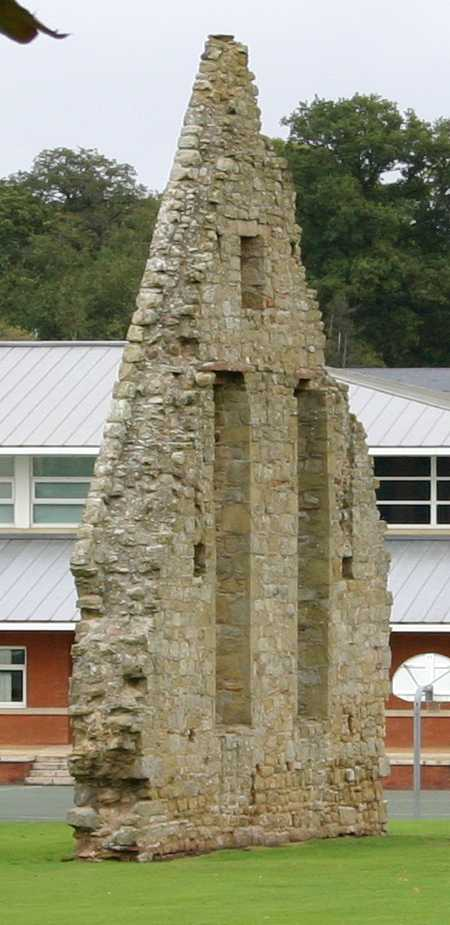
Tout ce qui reste du bâtiment du premier Parlement

Robert Burnell obtient une licence royale pour créneler et fortifier le manoir le 28 janvier 1284, un avantage réservé uniquement aux personnes de confiance. Le bâtiment est rectangulaire avec une tour à chaque coin. Il a trois étages et se compose d'un hall, d'un solaire, de chambres, d'une chapelle et d'une cuisine. Robert Burnell a également construit l'église voisine de St Mary et le village environnant.
Avant cela, à l'automne 1283, Édouard Ier tient un Parlement à Acton Burnell, vraisemblablement dans la grande grange adjacente, le seul bâtiment assez grand. C’est significatif dans la mesure où c’est la première fois dans l’histoire anglaise que le processus législatif comprend les Communes. La loi adoptée est connue sous le nom de Statute of Acton Burnell, une loi accordant une protection aux créanciers, indiquant l'importance croissante des commerçants à cette époque.

## Propriétaires ultérieurs
À la mort de Robert Burnell en 1292, le domaine est transmis dans sa famille, pour finalement devenir la propriété des Lovels de Titchmarsh, via un mariage. Après la bataille de Stoke Field en 1487, les terres sont confisquées par Henri VII, qui les concèdent à son tour à Thomas Howard, 2e duc de Norfolk. Au moment où il passe aux mains de la famille Smythe au milieu du XVIIe siècle, il a été en grande partie démoli. Aujourd'hui, le château d'Acton Burnell est entretenu par English Heritage. Ne reste ouverte au public que la coque de l'ancienne demeure privée, accessible par un chemin piétonnier.